# Imaret

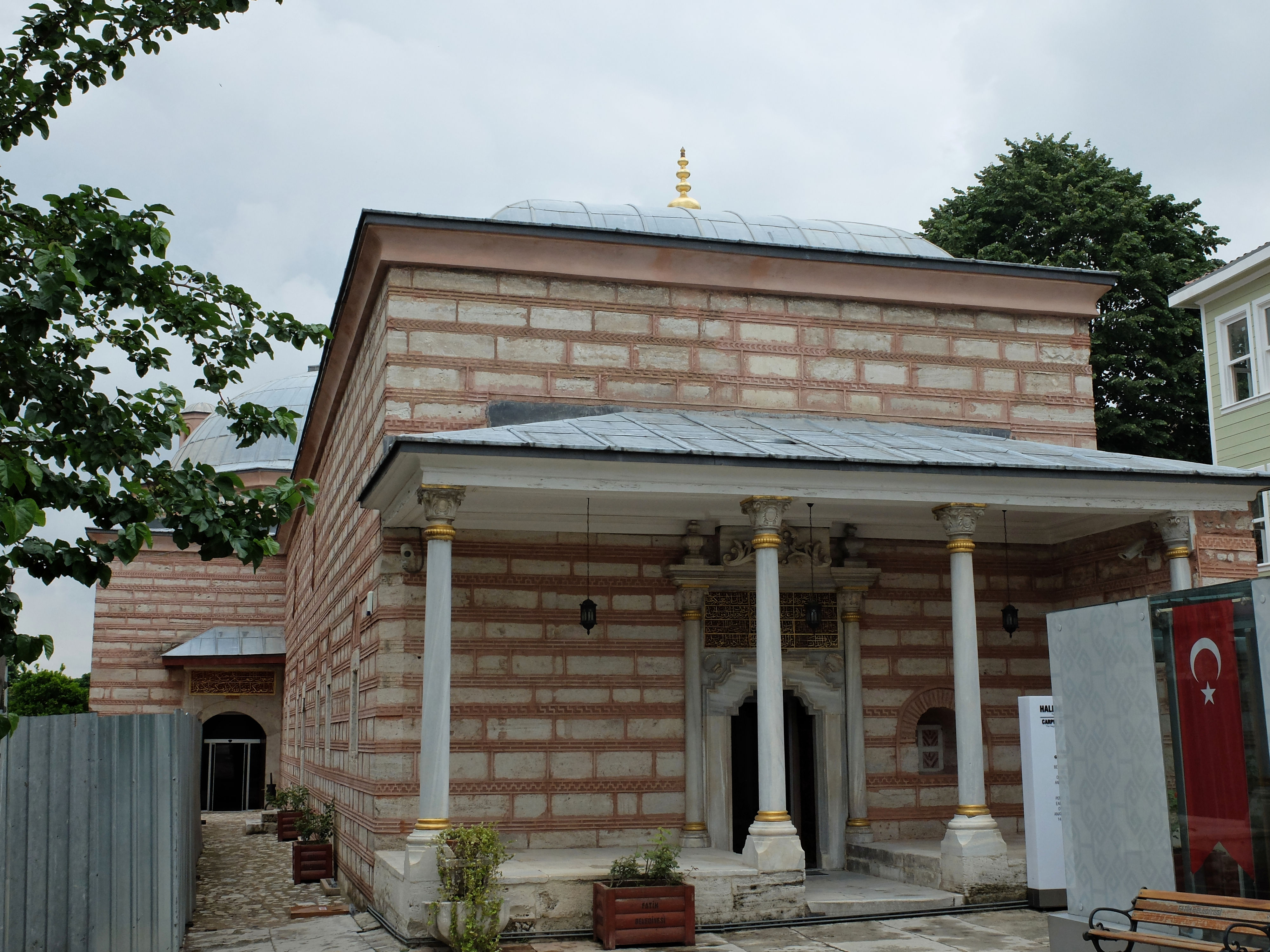
L'imaret de Hagia Sophia à Istanbul, construit en 1743

Un imaret désigne aux XVIIIe et XIXe siècles un lieu d'hébergement caritatif en Turquie.
L'imaret était fréquenté par les élèves de différentes écoles pour y prendre leurs repas. Les indigents y trouvaient aussi des vivres qui leur étaient fournies gratuitement.

## Description
L'imaret, parfois aussi connu sous le nom de darüzziyafe est l'un des nombreux noms utilisés pour identifier les soupes populaires publiques construites dans tout l'Empire ottoman du XIVe au XIXe siècle. Ces cuisines publiques faisaient souvent partie d'un complexe plus vaste connu sous le nom de külliye, qui pouvait inclure des hospices, des mosquées, des caravansérails et des collèges. Les imarets fournissaient gratuitement de la nourriture à des groupes spécifiques de personnes et à des individus défavorisés. Les imarets n'ont pas été inventés par les Ottomans, mais se sont développés sous leur règne en tant que groupes de bâtiments très structurés.

## Histoire
Le premier imaret est fondé à Nicée sous le règne d'Orkhan.

### Une création du sultanat
Alors que le règne de l'empereur Mehmet II s'installe au milieu du XVe siècle, l'Empire ottoman entre alors dans sa phase d’or. À la suite de nombreuses conquêtes et d'une structure géopolitique soutenue par les sultans subséquents dont Soliman 1er dit « Le magnifique », l'Empire ottoman se crée des fondations solides. Entre le XVe et le XVIe siècle, ce monde turc multiculturel s'impose comme force d'opposition aux autres puissances européennes. Pour assurer la paix et une certaine harmonie dans sa population, l'Empire ottoman s'implique dans les politiques et les règlementations des endroits sous son contrôle.  
Tout comme dans les politiques administratives, l'Empire ottoman s'est impliqué dans les coutumes alimentaires pour produire un ensemble de coutume culinaire qui fusionne les traditions ottomanes à celles des divers groupes culturels de l'État. Durant plusieurs siècles, plus précisément du XIVe au XIXe siècle, se retrouve dans l'Empire ottoman des installations de restauration communautaire. Connu sous plusieurs noms tels que imaret, ashane ou encore d' arül-it’am ces lieux offrent gratuitement des repas à des groupes spécifiques de personnes. Avant la période ottomane, aucune trace de cuisine publique n'a été trouvée dans les sociétés islamiques, du moins, pas sous la forme qu'adopteront les Ottomans. 

#### Au nom de la charité et de la bienfaisance
Dans un Empire qui se veut être hospitalier et charitable, conditionné par la loi islamique, le sultanat et ses membres mettent en place divers services publics tels que des hôpitaux, des écoles, mais aussi et surtout, des institutions de soupe populaire nommée imaret. 
Dans diverses régions de l'Empire ottoman, se retrouvent des imarets. Bursa, Edirne et Istanbul possèdent, semble-t-il, tous des soupes populaires. Considéré comme des institutions urbaines, les imarets sont vraisemblablement des outils de capital pour l’Empire. Les sultans investissent beaucoup dans ces installations. En retour, les imarets produisent un certain capital. À travers son empire, le sultanat se doit d'accueillir bon nombre de marchands pour répondre à ses besoins économiques. 
Ayant pour quête un certain patronage, mais surtout une mise en avant de la charité et de l'hospitalité, l'instauration des imarets répond à un désir d'assistance sociale et d’aide bienfaisante. Pour Amy Singer, l'hospitalité du peuple ottoman vient de plusieurs motivations telles que des motivations spirituelles, sociales, économiques ou politiques, mais aussi de l'intérêt personnel et de l'ambition de certains. Ainsi, l'installation de ces institutions caritatives par l'état, notamment sous l'impulsion de l'Hurrem Sultan (Roxelane), la femme légale du Sultan Soliman 1er, entretient un lien fort avec la religion. Singer souligne que l'objectif des donateurs des imarets est : « de se rapprocher de Dieu et d'obtenir une place au paradis après la mort. » Cette relation symbiotique qui existe entre le religieux et la charité se traduit également dans la prise de décision de Roxelane quant à faire construire une cuisine publique durant le 16e siècle, à Jérusalem. Toujours selon l'auteur, une maxime d'al-Hasan al-Basri, prédicateur du 8e siècle a pu inspirer la Hurrem Sultan, à mettre en place son projet d'imaret à Jérusalem. 
Il n'en reste pas moins que sous la supervision du sultanat, ce n’est pas moins de 500 individus qui sont nourris deux fois par jour. Les personnes bénéficiant de ces repas sont variées : employés, habitant du caravansérail de l'imaret, disciple du shaykh soufi local et près de 400 personnes considérées comme « pauvres et misérables, faibles et nécessiteuses. » La générosité impériale se traduit dans diverses règlementations qui encadrent la donation. Le sultanat définit les types de repas, les durées et les heures de consommation, le taux de « clientèle » et enfin, les lieux de consommation. 

#### Une institution en proie aux inégalités sociales
Au cœur des imarets, certaines inégalités sont présentes. À travers les différentes « classes » de gens qui fréquentent ces installations, nous pouvons y voir une certaine hiérarchie des repas servis et/ou des services offerts. Dans le cas de Jérusalem, c’est plutôt par la quantité de nourriture offerte plutôt que par son type que des distinctions sociales sont créées. Les employés de l’imaret de Jérusalem, à titre d’exemple, reçoivent deux louches de soupe ainsi que deux miches de pain pour accompagner leur repas. En contrepartie, les soufis, mais aussi la majorité des « pauvres » reçoivent une demi-louche et un seul pain par repas.
Les vendredis, inclus dans les journées spéciales, les repas sont un peu différents. Dans ces moments, il est inclus du dane et du zerde, respectivement du mouton accompagné de riz et du riz sucré au miel et au safran. Lors de ses repas, les individus les plus pauvres reçoivent une demi-portion de viande tandis que toutes les autres classes ont droit à une portion complète. Aussi, tous ne peuvent manger en même temps. Les imarets sont organisés par roulement. Toujours à Jérusalem, ce sont les employés qui mangent en premier, ensuite ce sont les gens du caravansérail qui, une fois terminés, laissent leur place aux pauvres. De plus, nous retrouvons des sous-divisions à même ces gens considérés comme « pauvre ». En ordre, les pauvres érudits consomment leur repas en premier. Ensuite, c'est au tour des hommes et des femmes de manger. Tous ces gens se doivent de manger directement dans le réfectoire de l’imaret. Le soufi peut toutefois demander à une personne de récupérer son mets et de lui apporter jusqu’à sa résidence. Pour démontrer l’ampleur de la « clientèle », dans les débuts des années 1550, la soupe populaire de Jérusalem sert au minimum 500 personnes matin et soir, et ce pendant les siècles suivants.
Ces règles, mises en place par le gouvernement ottoman, illustrent bien le désir du sultanat d’avoir la main mise sur les institutions sociales. Aussi, la construction même de l’imaret de Jérusalem à la demande de Roxelane démontre cette réalité. À la première page de l’introduction de l’ouvrage Constructing Ottoman beneficence: an imperial soup kitchen in Jerusalem publiée par Amy Singer, l’auteur l’explique que : « Hurrem Sultan, épouse du sultan ottoman Suleyman Ier, a spécifié ces instructions pour la dotation qu'elle a faite à Jérusalem dans les années précédant sa mort en 1558. » Roxelane, avant sa mort, a fait plusieurs autres donations dans diverses régions et villes de l’Empire ottoman dont Istanbul, Bursa ou encore Edirne. Celle de Jérusalem est sa dernière contribution et a permis de solidifier le rôle et la bienfaisance du sultanat, autant en la personne de Roxelane que de son mari Soliman 1er. 
Mis en place par l’Empire, les imarets font partie, au même titre que les autres établissements publics de « la marque et l’attribut du pouvoir ». C’est surtout le cas dans des événements précis comme les mariages, les circoncisions princières, les accessions au trône ou lors du ramadan.